# Випробування Фостера Адамса
«Випробування Фостера Адамса» (англ. The Questing of Foster Adams) — фантастичне оповідання Кліффорда Сімака, вперше опубліковане журналом «Fantastic Universe» в серпі 1953 року.

## Сюжет
Інтелектуал Фостера Адамс жив на фермі і писав велике дослідження історії тортур і катувань, нелюдського поводження людини з людиною. Там були креслення і малюнки, а також докладні описи принципу дії кожної пекельної машини, яка тільки існувала в історії. З великим старанням і точністю автор відстежував те, як згодом удосконалювалися способи тортур, кожен метод був описаний в багатьох варіантах до найдрібніших подробиць, кожна процедура старанно прокоментована.
Він запросив свого сусіда відвідати його і подарував йому недописану книгу. Коли той побачив на стіні перевернуте розп'яття, то поспішив покинути будинок.
Остання глава книги була незавершена. Там містився текст: «Найбільше катування, що може продовжуватись вічно і тримає людину на грані безумства і смерті є винаходом пекла, але жодному з живих не довелось пізнати його за життя».
Сусід повернувся озброєним у дім Адамса, де знайшов того в останні моменти його життя. Сусід відчув присутність в кімнаті потойбічної сили і зрозумів, що Адамсу вдалось завершити своє дослідження.